# Oostdongeradeel
Oostdongeradeel (Fries: East-Dongeradiel) is een voormalige gemeente in het noordoosten van de provincie Friesland aan de Waddenzee. 
De grieteniij ontstond vermoedelijk in de tweede helft van de 15e eeuw bij de splitsing van de grietenij Dongeradeel (hoofdplaats vermoedelijk Anjum) in Oost- en Westdongeradeel. De gemeente was in 1851 de rechtsopvolger van de gelijknamige grietenij en heeft bestaan tot 1984.
Oostdongeradeel telde in 1984 ongeveer 6500 inwoners en had een oppervlakte van 109,86 km².
Na de gemeentelijke herindeling op 1 januari 1984 is Oostdongeradeel samen met de gemeente Westdongeradeel en de stad Dokkum opgegaan in de nieuwe gemeente Dongeradeel.

## Plaatsen
De gemeente Oostdongeradeel bestond uit dertien dorpen (kernen 1983). De hoofdplaats was Metslawier.
Buurtschappen: Abbewier, Bollingawier, Brandeburen, De Marren, Dijkshorne, Dokkumer Nieuwe Zijlen, Ezumazijl, Groot Medhuizen, Klein Medhuizen, Lutkewier, Molenbuurt, Nieuwland, Oostmahorn, Oudeterp, Reidswal, Sibrandahuis, Steenvak, Stiem, Teerd, Tibma en Tilburen.

## Bevolkingsontwikkeling
- 1974 - 6502
- 1969 - 7014
- 1964 - 7478
- 1959 - 7769
- 1954 - 8474
- 1939 - 7449
- 1900 - 7969
- 1860 - 7329
- 1714 - 2997